# Wilhelm Friedrich Philipp Pfeffer
Pour les articles homonymes, voir Pfeffer.
Wilhelm Friedrich Philipp Pfeffer est un botaniste prussien, né le 9 mars 1845 à Grebenstein et mort le 31 janvier 1920 à Cassel.

## Biographie
Il obtient son doctorat à l’université de Göttingen. Élève de Nathanael Pringsheim (1823-1894), il étudie et fait des recherches à Marbourg, Wurtzbourg et Bonn. Rudolf Eucken est membre de la Fraternité noire (de) et plus tard du Corps Frisia Göttingen (de). Il devient professeur de botanique à Tübingen et à Bâle avant de venir enseigner en 1887 à Leipzig où il dirige également le jardin botanique.
Pfeffer devient membre de la Royal Society en 1897 et est membre correspondant de l’Académie des sciences de Paris. Il est notamment l’auteur de Handbuch der Pflanzenphysiologie (deux volumes, 1881) et de Studien zür Energetik der Pflanze (1892).
Il étudie les phénomènes d’osmoses et est l’un des premiers à mettre au point des membranes semiperméables. Il étudie les pressions osmotiques et démontre que la pression nécessaire pour diluer du sucre est proportionnelle à sa concentration. Pfeffer travaille notamment avec Julius von Sachs (1832-1897) sur la physiologie végétale. Il expérimente des milieux nutritifs artificiels pour la culture des plantes. Il étudie également la croissance et les mouvements des végétaux.

## Élèves illustres
De nombreux élèves de Wilhelm Pfeffer sont devenus par la suite des botanistes réputés. Parmi eux, il y a :
- Jørgen Brunchorst (1862–1917)
- Carl Correns (1864–1933)
- Georg Albrecht Klebs (1857–1918)
- Hans Kniep (1881–1930)
- Ernst Küster (de) (1874–1953)
- Kurt Noack (de) (1888–1963)
- Ernst Georg Pringsheim (de) (1881–1970)
- Otto Renner (1883–1960)
- Otto Schmeil (1860–1943)
- Otto Warburg (1859–1938)
- Arved Ludwig Wieler (de) (1858–1943)